# 내시경 검사

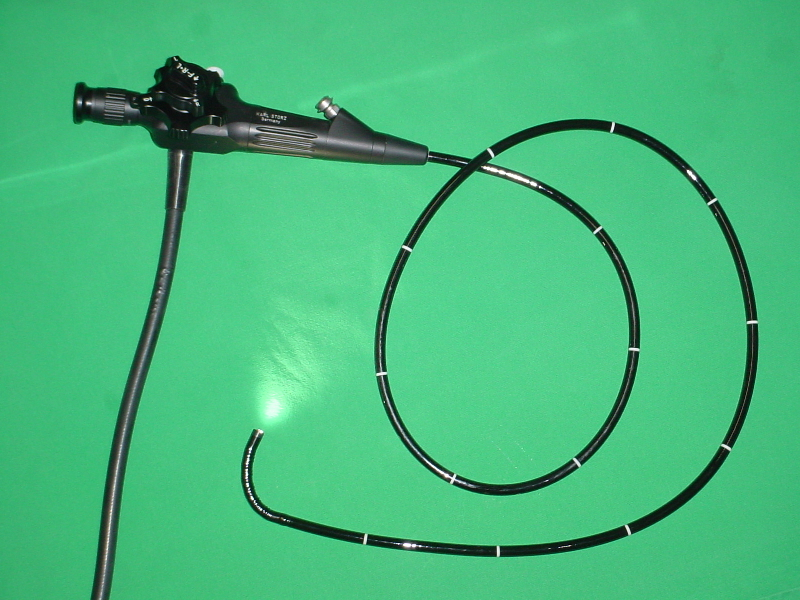
유연한 내시경의 한 예

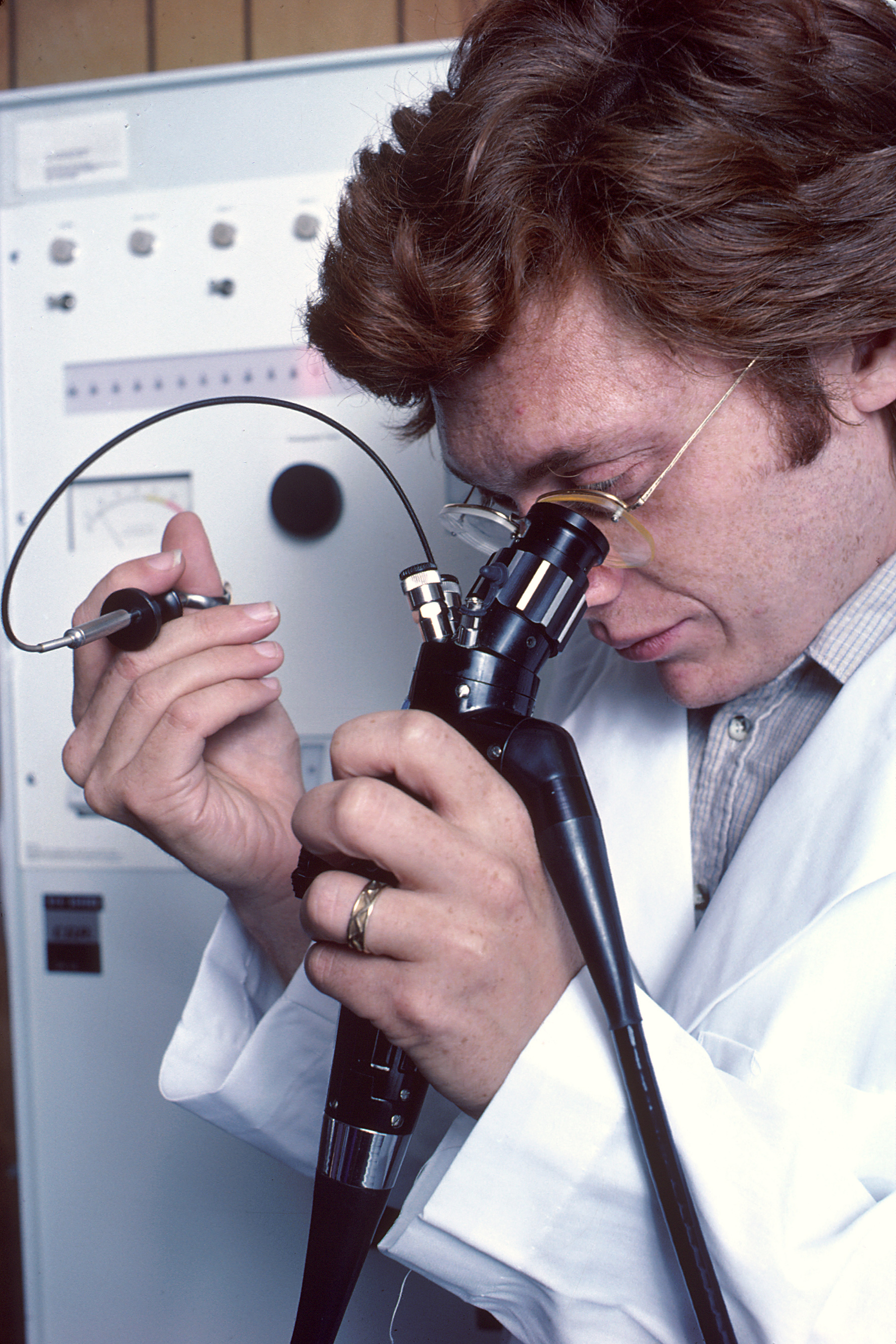
내시경을 이용하고 있는 의사

내시경 검사(영어: endoscopy) 또는 내시경술은 의학에서 신체 내부를 살펴보는 데 사용되는 시술이다.
내시경은 일반적으로 의료 목적으로 신체의 내부를 살펴보기 위한 의료 기구를 가리킨다. 검사하는 부위에 따라 "기관지경", "위내시경", "복강경", "대장내시경" 등으로 불린다. 대부분의 다른 의료용 촬영 기구들과는 달리, 내시경은 장기에 직접 삽입된다. 내시경 검사 방법에는 일반 내시경과 수면 내시경이 있다. 내시경의 끝에는 CCD 카메라와 함께 조직검사, 지혈, 용종절제술 등을 시행할 수 있는 채널이 있어서 검사와 처치를 동시에 할 수 있다.

## 구성 부품
- 휘거나 휘지 않는 관
- 진찰을 받는 기관이나 물체를 비추는 빛 전달 체계[2]
- 상을 대물 렌즈의 관찰자에게 전달하는 렌즈 시스템[3]
- 접안 렌즈
- 의료 기구나 조종자가 들어갈 수 있는 추가 통로

## 의학적 용도

### 응용 분야
- 소화계통(위내시경, 대장내시경)
- 기도
- 귀
- 비뇨계통
- 여성의 생식 기관
- 임신을 하는 동안
- 성형수술
- 광각방광경검사
- 정형외과
- 치내 요법
- 비의료 이용

### 수면 내시경
수면 내시경(sleep endoscopy)은 주사제나 가스를 이용해서 검사자를 수면에 이르게 한 뒤에 내시경을 몸 안에 넣어 검사하는 방법을 말한다.
내시경 자체가 검사자의 몸에 호스를 넣어 하는 작업을 요하기 때문에, 검사자에게 고통이나 심한 두려움을 유발할 가능성이 있으므로, 마취를 통하여 검사자가 고통을 느끼지 않도록 하기 위함이다.

## 다른 분야에서의 응용
- 복잡한 기술 시스템의 내부 검사와 같은 비의료적 용도에는 보어스코프(borescope)가 사용된다. 이는 내시경과 유사하다.
- 도시 계획 및 건축 분야에서는 건축 내시경을 사용하여 계획된 건물과 도시의 축소 모형을 사전에 시각화한다.
- 내시경은 또한 폭발물 처리반이 사제 폭발물을 검사하는 데에도 유용한 도구이다.
- 법 집행 기관에서는 좁은 공간을 감시하기 위해 내시경을 사용한다.

## 같이 보기
- 내시경